# Ткач Микола Васильович
Микола Васильович Ткач (нар. 5 січня 1945 — пом. 11 серпня 2024, Чернівці, Україна) — український учений-фізик, організатор освіти та громадський діяч. Доктор фізико-математичних наук, професор. Академік АН ВШ України з 1993 р.

## Життєпис
Народився у с. Дністрівка Кельменецького району Чернівецької області. Закінчив Чернівецький університет (1969). Кандидат наук (1974). З 1986 року очолював кафедру теоретичної фізики Чернівецького національного університету ім. Ю. Федьковича. У 1987 р. захистив докторську дисертацію, в цьому ж році присвоєно звання професора і призначено проректором університету з наукової роботи. З 2001 р. до 2005 р. — ректор ЧНУ, а з лютого 2005 р. по травень 2006 р. — голова Чернівецької обласної державної адміністрації. Потім завідувач кафедри теоретичної фізики Чернівецького національного університету ім. Ю. Федьковича.

## Наукові здобутки
Створив наукову школу, яка займається проблемами наногетеросистем, що є переднім краєм сучасної фізики.
Автор понад 250 наукових праць. У 2003 р. видав рекомендований Міністерством освіти і науки України навчальний посібник «Квазічастинки у наногетеросистемах».
Підготував 17 кандидатів та 3 докторів наук.
Був на науковому стажуванні в Саскачеванському університеті (м. Саскатун, Канада, 1987), налагоджував наукові контакти з Бухарестським університетом та Інститутом ядерної фізики АН Румунії (1995), з Університетом м. Баня-Лука (Боснія і Герцеговина, 1995), із С.-Петербурзьким фізико-технічним інститутом Російської АН (1996, 1997). Брав участь у роботі міжнародних конференцій з проблем фізики в США (м. Бостон, 1998), в Німеччині (м. Берлін, 1999). Впродовж півтора десятка років був головою спеціалізованої ради із захисту докторських та кандидатських дисертацій на фізичному факультеті зі спеціальностей «теоретична фізика», «фізика твердого тіла», «оптика», «напівпровідники та діелектрики». З 2009 р. — голова експертної ради з природничих та математичних наук при Державній акредитаційній комісії України.
У 2000 р. присвоєно звання Заслуженого діяча науки і техніки України.
Член Президії АН ВШ України (2004—2007).